# Айтаков, Жарылкасын Абдигапарович
Жарылкасын Абдигапарович Айтаков (каз. Жарылқасын Әбдіғапарұлы Айтақов; род. 1 июня 1962 года) — Руководитель управления инспекции труда акимата Жамбылской области.

## Биография
Родился 1 июня 1962 г.
В 1985 году окончил Джамбулский гидромелиоративно-строительный институт по специальности «Механизация гидромелиоративных работ», в 2004 году — Таразский государственный университет имени М. Х. Дулати по специальности «Юрист», в 2007 году — университет Аулие-Ата по специальности «Педагогика и психология», в 2011 году — Жамбылский гуманитарно-технический университет по специальности «Экономика и бизнес».
Трудовую деятельность начал в 1985 году участковым механиком Кондровской передвижной механизированной колонны Калужской области Российской Федерации. 
1985—1990 годы — преподаватель, заместитель директора Бурненского СПТУ-15. 
1990—2008 годы — первый секретарь Джувалинского райкома ЛКСМК, заведующий отделом организационной работы, руководитель аппарата акима Жуалынского района, 
2008—2010 годы — заместитель акима Жуалынского района, Жамбылской области;
2010—2011 годы — заведующий финансово-хозяйственным отделом аппарата акима Жамбылской области;
2011—2014 годы — секретарь Жуалынского районного маслихата;
2014 — 2017 годы — аким Т. Рыскуловского района Жамбылской области;
2017 — 2019 годы — председатель ревизионной комиссии Жамбылской области;
2019 — 2020 годы — аким Шуского района Жамбылской области. 
2021 — 2022 годы — заместитель руководителя управления природных ресурсов и регулирования природопользования акимата Жамбылской области;
С июля 2022 года — руководитель управления инспекции труда акимата Жамбылской области;